# داريل راي
داريل راي (بالإنجليزية: Darrel Ray)‏ هو كاتب أمريكي، ولد في 24 أغسطس 1950 في ويتشيتا في الولايات المتحدة.